# تومو سايكي
تومو سايكي (باليابانية: サエキ トモ) مواليد 2 فبراير 1973، هي مؤدية أصوات يابانية.

## أعمال
- جنية الثلج الصغيرة سكر
- أوجاماجو دوريمي
- ممثلة الألفية
- كارد كابتور ساكورا

## وصلات خارجية
- تومو سايكي على موقع IMDb (الإنجليزية)
- تومو سايكي على موقع ميوزك برينز (الإنجليزية)
- تومو سايكي على موقع قاعدة بيانات الفيلم (الإنجليزية)
- تومو سايكي على موقع كينوبويسك (الروسية)
- تومو سايكي على موقع ANN person (الإنجليزية)